# Useramon
| F12 | S29 | D21 · D40 |

| F12 | S29 | D21 · D40 |

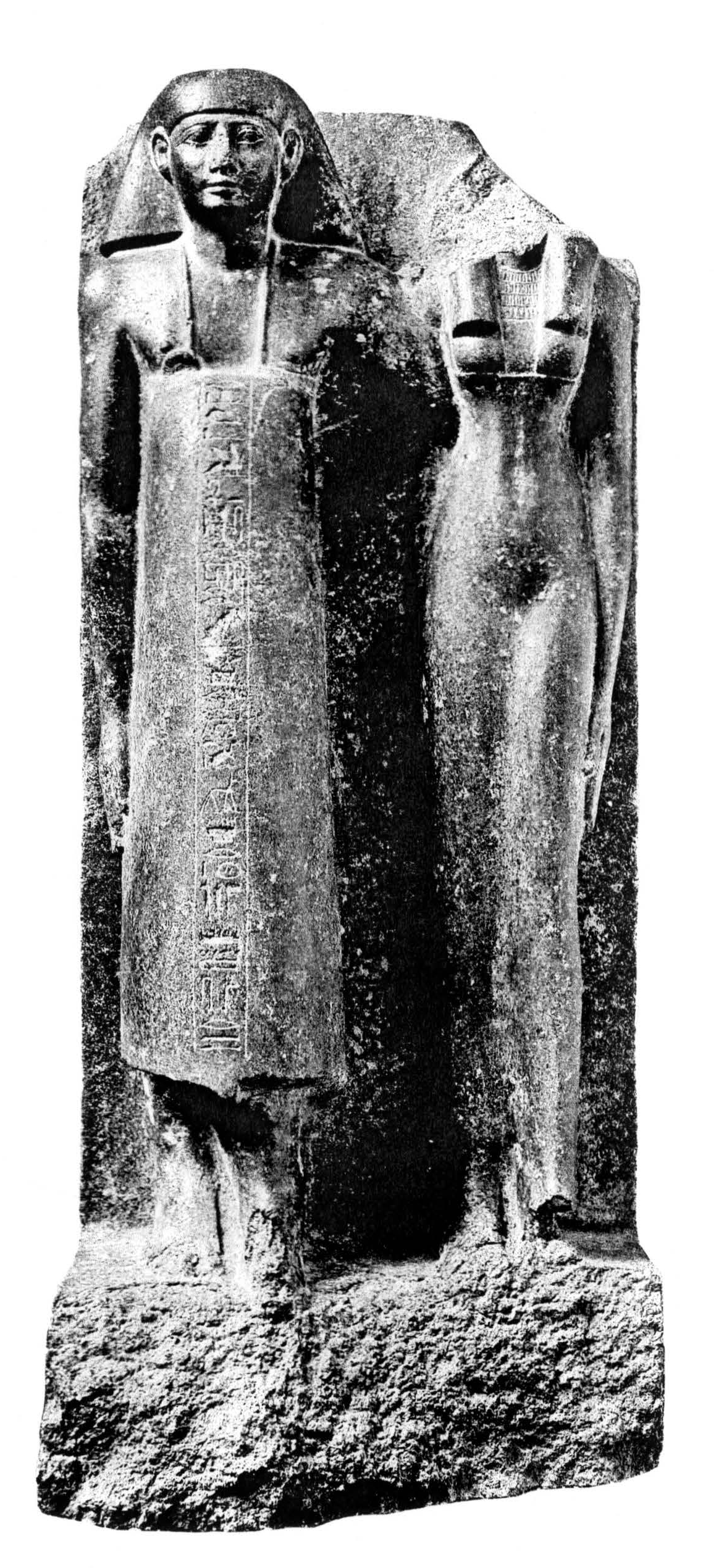
Useramon y su esposa Thuiu
Museo Egipcio de El Cairo

Useramon, también llamado User, fue un chaty de Egipto al servicio de Tutmosis III. Miembro de una prominente familia tebana, hijo de Ahmose Ametu y Ta-Amethu y esposo de Tiuiu. Entre sus muchos títulos tenía los de Gobernador de la ciudad (Tebas), Sacerdote de Maat, Tesorero Real, Guardián de la Casa del oro, Escriba de las piedras preciosas, Sacerdote de Amón, Sacerdote de Min y tesorero de seis grandes templos.   

## Biografía
Useramun pertenecía al grupo de cortesanos que apoyaron el gobierno de Hatshepsut, y era hijo de uno de sus chatys, Ahmose Ametu. Según las inscripciones de su tumba, durante el reinado de Tutmosis I era escriba del tesoro divino en el Templo de Amón, donde sustituyó a Senenmut. Mantuvo su influencia bajo Tutmosis III, que e nombró chaty el año 5, durante la corregencia con Hatshepsut y antes de que ésta se coronase faraona, con lo que coincidió en el cargo con su padre y con Hapuseneb, algo que indica la turbulencia del periodo. 
Parece que siempre se mantuvo fiel al joven rey, ya que continuó el sus funciones y acumulando honores civiles y religiosos después del año 12, cuando Tutmosis III reinaba finalmente solo. Su hermano Neferuben fue nombrado chaty en el Alto Egipto. 
Useramon concentró un gran poder en sus manos. En las paredes de su tumba (TT131) narra las ceremonias de su toma de posesión en sustitución de su padre. Tutmosis III le permitió decorar otra de sus tumbas (TT61) con textos funerarios reales, privilegio exclusivo en la dinastía décimo octava. 
En una estela se describió para la posteridad: 

«Soy un notable excelente. Fui el sacerdote de las manos puras, que penetraba en el templo de Amón; coloqué el ungüento sobre los miembros divinos; engalané a Amón-Min. Llevé a Amón en su fiesta y levanté a Min sobre su estrado. No enderecé la espalda en la casa del amo, delante de quien se curva. No elevé el brazo en la casa de "el que aumenta el brazo" (nombre de Amón). No hablé en el templo del Amo del silencio. No pronuncié mentiras en la casa del Señor de la verdad. No manché la pureza divina, no tomé nada de las ofrendas del dios... Fui por eso elevado a esta eminente función de Alcalde de la Ciudad y de Chaty, User.»

Amenemhat, por su parte, que fue escriba e intendente de la casa del chaty User y administrador de todos sus bienes, rinde homenaje a su amo en su tumba (TT82), y confirma la importancia de las obras efectuadas por éste, y atestigua las actividades como constructor del chaty.
Entre los años 28 y 32 del reinado, Useramon cedió su cargo. Su sucesor fue su sobrino Rejmira, hijo de Neferuben, que marcará el final del reinado de Tutmosis y la subida al trono de Amenhotep II. 

## Tumba

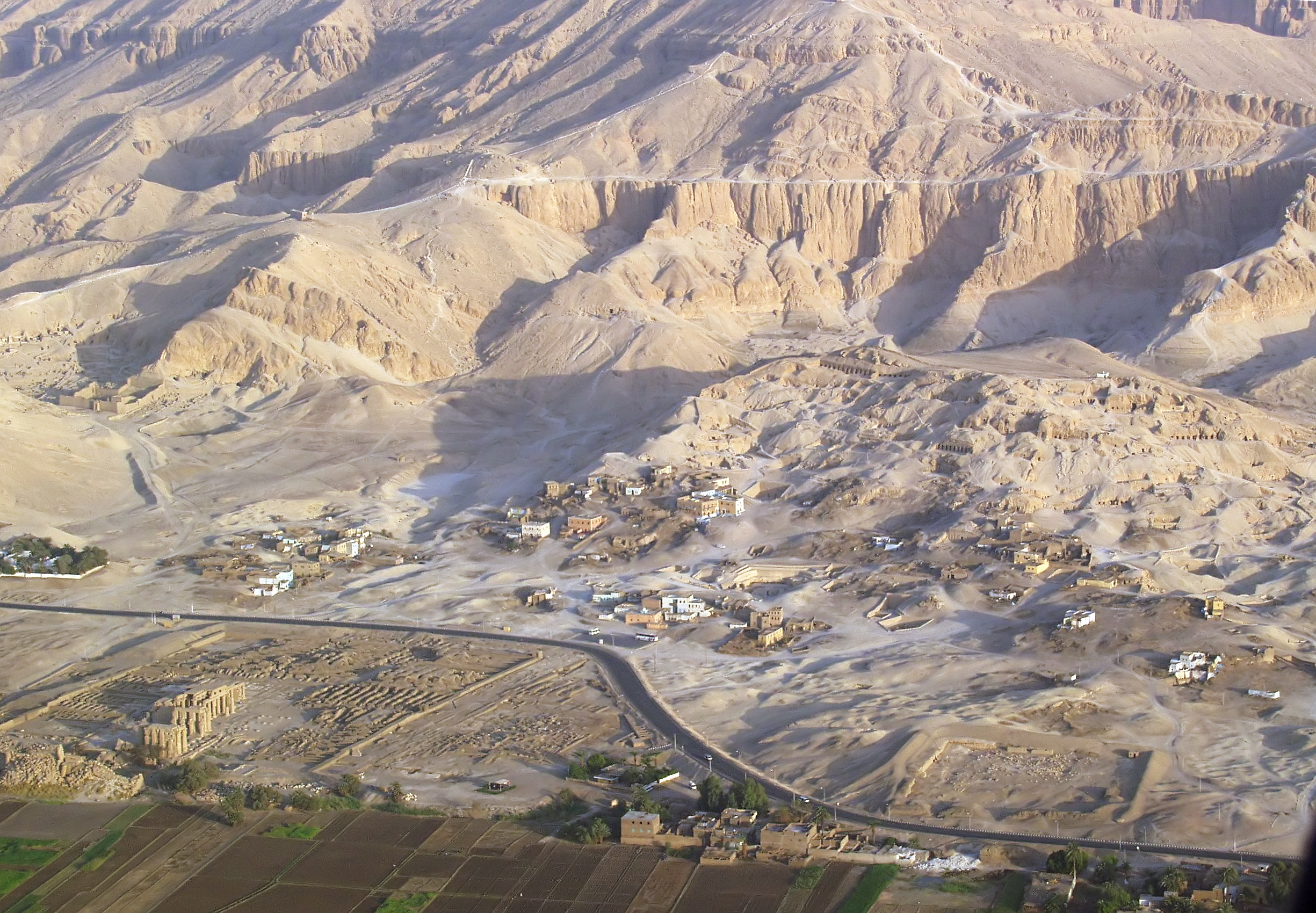
Vista aérea del Valle de los Nobles.

Useramon posee dos tumbas en la necrópolis tebana de Sheij Abd el-Qurna: TT61 y TT131. Como muchos de los altos dignatarios de este período, también dispuso de un cenotafio en Gebel el-Silsila, desgraciadamente muy arruinado.

### TT61
Es una mastaba con el eje orientado al noroeste, y cuyo atrio sufrió daños durante un terremoto. Tras un pasillo descendentedecorado con escenas de las ceremonias fúnebres y los títulos de Useramon, está la cámara funeraria. En ella representa a sus padres e hijos, y tiene escenas de la vida doméstica junto a su esposa. Frente al la entrada hay un nicho con ofrendas a Anubis.

### TT131
Esta segunda tumba la mandó construir cuando fue nombrado chaty. Es una tumba pequeña, y algunos exámenes indican que fue una pirámide: Dziobek encontró restos de un edificio de base cuadrada con muros inclinados 72° y rodeado por un pedestal. Esta fue la evidencia más antigua de una pirámide cuyo propietario no era de la familia real hasta el descubrimiento en 2003 de la tumba de Dyehuty.
En la fachada tiene unos nichos con los títulos de Useramon; la entrada tiene el texto completo de la Letanía de Ra, privilegio concedido por el faraón ya que era exclusivo de la familia real. Tras ella hay una amplia sala con reproducciones de varias de sus actividades: inspeccionando el ganado, en banquetes, inspeccionando prisioneros nubios, un texto con los deberes del chaty y su nombramiento. También hay imágenes de su esposa y padres y de Tutmosis III. A la cámara funeraria da paso otro pasillo, pero se encuentra inacabada y hay evidencias de que sufrió grandes daños durante el periodo de Amarna debido a un seísmo.   

### Citas
1. ↑   Lalouette, Claire: Thèbes ou la naissance d'un empire, pág. 325. Ed. Flammarion
2. ↑   Baikie, James (1932). Egyptian Antiquities in the Nile Valley, pag. 592. Ed. Methuen.
3. ↑  Dziobek, Eberhard: MDAIK 45  (1989)
4. ↑  Astorga, Antonio: El «Atapuerca» de Egipto.